# Vulcan (fusée)
Pour les articles homonymes, voir Vulcan.
Ne doit pas être confondu avec Vulcain (fusée) ou Vulcain (moteur-fusée).
Vulcan est un lanceur lourd américain développé depuis 2015 par United Launch Alliance (ULA) pour remplacer à la fois les lanceurs Atlas V et Delta IV. L'objectif est d'abaisser le coût de ses lancements dans un marché devenu plus concurrentiel, mais également de ne plus être dépendant du motoriste russe qui fournit le moteur RD-180 propulsant le premier étage de l'Atlas V. Le lanceur dans sa configuration la plus puissante est capable de placer une charge utile de 14,4 tonnes en orbite de transfert géostationnaire et de 27,2 tonnes en orbite basse. Initialement prévu pour 2019, le vol inaugural a finalement lieu le 8 janvier 2024.

## Contexte
United Launch Alliance (ULA) est une coentreprise américaine entre Boeing et Lockheed Martin qui produit les lanceurs spatiaux moyen/lourd Atlas V et Delta IV. Ces deux lanceurs ont été développés à la fin des années 1990 dans le cadre du programme Evolved Expendable Launch Vehicle (EELV) de l'Armée de l'air américaine. Celle-ci souhaitait disposer de nouveaux moyens de lancement pour ses satellites. Pour des raisons liées à la fois aux exigences de l'armée (notamment le maintien de pas de tir redondants sur les côtes est et ouest), aux cadences de tir limitées pour le Delta IV et à l'existence du marché captif des satellites militaires, le coût de ces lanceurs est très élevé, ce qui les tient à l'écart du marché des satellites commerciaux. En dehors des satellites militaires, le principal débouché est constitué par les satellites scientifiques de la National Aeronautics and Space Administration (NASA) (notamment ses sondes spatiales).
Au début des années 2010, deux événements remettent en cause la position d'ULA sur le marché des lanceurs : 
- L'apparition du concurrent SpaceX qui propose à des prix attractifs le lanceur moyen Falcon 9 et développe le lanceur lourd Falcon Heavy qu'il annonce vouloir commercialiser à un tarif qu'ULA ne peut égaler ;
- Le lanceur Atlas V utilise pour son premier étage un moteur RD-180 très performant mais fourni par un constructeur russe. Le regain de tension entre les États-Unis et la Russie lié au conflit en Ukraine en 2014 s'est traduit par un embargo économique partiel. Dans ce contexte, le Congrès américain porte une appréciation négative sur le fait que le lancement de satellites jouant un rôle important dans la sécurité de la nation dépende d'un fournisseur russe.

ULA réagit en annonçant le 13 avril 2015 le développement d'un nouveau lanceur, baptisé Vulcan, qui doit remplacer à la fois les lanceurs Atlas V et Delta IV. L'objectif est de rétablir sa compétitivité vis-à-vis de ses concurrents et de mettre fin à sa dépendance vis-à-vis de son fournisseur russe. Le prix de vente annoncé est de 100 millions US$ pour la version de base et de 200 millions US$ pour la version lourde. Ces prix sont à comparer à ceux des lanceurs existants d'ULA : 164 millions US$ pour l'Atlas V 401 et 400 millions US$ pour le Delta IV Heavy. L'innovation la plus marquante du nouveau lanceur est le recours à un moteur-fusée complètement nouveau et en cours de conception, le BE-4, pour propulser le premier étage du lanceur. Le BE-4 utilise pour la première fois dans un moteur-fusée de cette taille le mélange méthane/oxygène. Par ailleurs, il n'est pas produit par le constructeur historique Aerojet Rocketdyne mais par Blue Origin. ULA, pour limiter les risques, se réserve toutefois la possibilité d'utiliser à la place l'AR1 (en), un moteur équivalent développé par Aerojet Rocketdyne, mais brûlant le mélange classique RP-1/LOX, si la mise au point du BE-4 s'avère problématique. En septembre 2018, ULA annonce qu'elle sélectionne définitivement le moteur-fusée BE-4 et qu'elle abandonne complètement l'idée de recourir à l'AR-1.

## Développement du lanceur
Le jour du lancement du projet de son nouveau lanceur Vulcan le 14 avril 2015, la société ULA annonce le planning suivant :
- Un appel d'offres en 2015 auprès des deux spécialistes Aerojet Rocketdyne et Orbital ATK pour développer de nouveaux propulseurs d'appoint à propergol solide plus puissants que ceux utilisés par les lanceurs actuels ;
- Le déploiement d'un nouveau lanceur en quatre phases. Dans sa première version, dont le premier vol devait intervenir en 2019, seul le premier étage est nouveau. Le second étage Advanced Cryogenic Evolved Stag (en) (ACES) sera ensuite proposé et la récupération des moteurs se fera à partir de la troisième version. Enfin la dernière version permettra de réaliser le ravitaillement en orbite d'engins spatiaux.

### Financement
En 2016, Tory Bruno, le PDG de United Launch Alliance, estimait que le coût de développement d'un nouveau lanceur était d'environ 2 milliards US$, dont la moitié pour la mise au point de la propulsion principale. En octobre 2018, le gouvernement américain alloue 967 millions US$ à ULA pour le développement de la fusée Vulcan dans le cadre d'un partenariat public-privé. Dès 2016, l'Armée de l'air des États-Unis avait alloué 202 millions US$ au projet afin de pré-financer de futurs contrats de lancement de ses satellites,.

### Tests de mise à feu statique
Le premier exemplaire du premier étage de la fusée Vulcan est transféré en février 2021 de l'usine de Decatur (Alabama) au complexe de lancement 41 de la base de Cape Canaveral en Floride pour les premiers tests statiques. Des tests de remplissage sont effectués en août, septembre et octobre 2021. Le 23 mai 2023, un étage Centaur est détruit sur son banc d'essais, mais les investigations menées par la suite aboutissent à la conclusion qu'il s'agit d'un défaut mineur. Le 7 juin 2023 débutent les tests de mise à feu statique du premier étage.

## Caractéristiques techniques
Le lanceur Vulcan comprend dans sa version de base un étage propulsé par deux moteurs-fusées BE-4, un deuxième étage Centaur dans une version élargie et deux propulseurs d'appoint à propergol solide GEM-63 XL. Deux versions plus puissantes sont disponibles, toutes deux utilisant 6 propulseurs d'appoint GEM-63 XL, tandis que la version la plus lourde dispose d'un étage Centaur allongé avec des moteurs plus puissants. À côté de ces versions standards, le constructeur propose de manière optionnelle des versions comprenant 0, 2 ou 4 propulseurs d'appoint. Les performances du lanceur lui permettent d'égaler celles de la version du Delta IV le plus puissant. Le lanceur a une hauteur totale de 61,6 mètres (coiffe courte), 67,4 mètres (coiffe longue) ou 69,2 mètres (version Heavy avec coiffe longue),.
En fonction de sa configuration, le lanceur peut placer une charge utile comprise entre 10,6 et 27,2 tonnes en orbite terrestre basse et entre 2,9 et 14,4 tonnes en orbite de transfert géostationnaire.
| Désignation                                                                                             | VC0            | VC2            | VC4            | VC6            | VC-upgrade           |
| Premier étage                                                                                           | Vulcan Centaur | Vulcan Centaur | Vulcan Centaur | Vulcan Centaur | Vulcan Centaur Heavy |
| Propulseurs d'appoint                                                                                   | 0              | 2              | 4              | 6              | 6                    |
| Deuxième étage                                                                                          | Centaur        | Centaur        | Centaur        | Centaur        | Centaur allongé      |
| Orbite terrestre basse                                                                                  | 10,6 t         | 18,5 t         | 17,8 t         | 27,4 t         | 27,2 t               |
| Station spatiale internationale                                                                         | 9 t            | 16,1 t         | 21 t           | 25,3 t         | 26,2 t               |
| Orbite polaire                                                                                          | 8,3 t          | 15 t           | 19,5 t         | 23,2 t         | 24 t                 |
| Orbite de transfert géostationnaire                                                                     | 2,9 t          | 7,6 t          | 10,8 t         | 13,6 t         | 14,4 t               |
| Orbite basse (200 km, inclinaison 28,7°), orbite polaire (200 km, 90°), Orbite de l'ISS (407 km, 51,6°) |                |                |                |                |                      |

### Premier étage

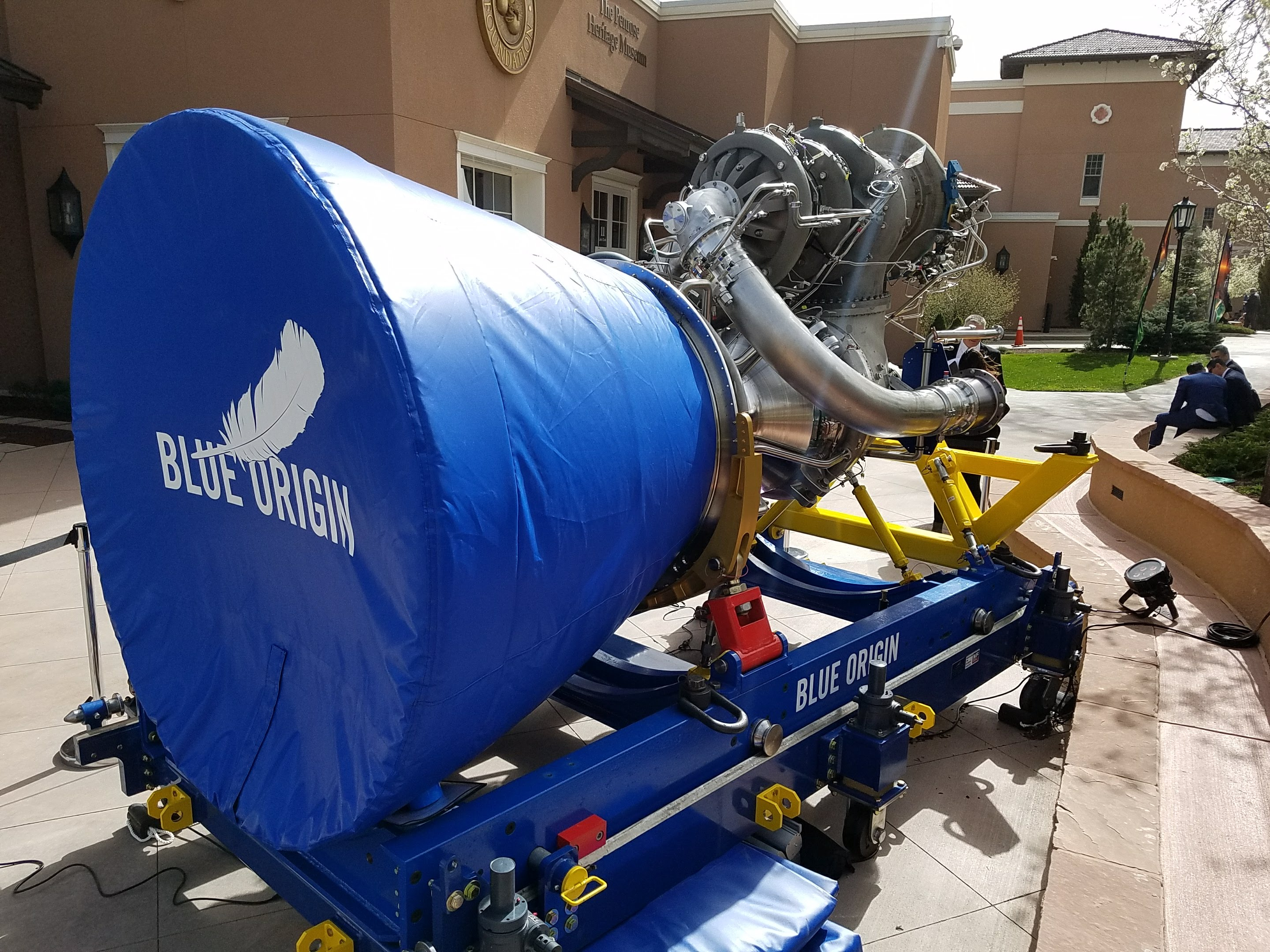
Premier exemplaire du moteur-fusée BE-4 dont deux exemplaires propulsent le premier étage (2018).

Le premier étage est long de 33,3 mètres pour un diamètre de 5,4 mètres. Les deux réservoirs sont autoporteurs et formés d'un cylindre et de deux dômes en aluminium orthogrille. Le premier étage est propulsé par deux moteurs-fusées BE-4 fournissant ensemble une poussée au décollage de 499 tonnes (4 990 kN), contre 422 tonnes (4 220 kN) pour le moteur RD-180 de l'Atlas V. Ce moteur brûle un mélange méthane/oxygène qui permet d'envisager des moteurs réutilisables 25 fois. Il utilise un cycle à combustion étagée très performant lui permettant d'atteindre une impulsion spécifique de 355 secondes dans le vide. La pression dans la chambre de combustion est de 134 bars,.

### Second étage

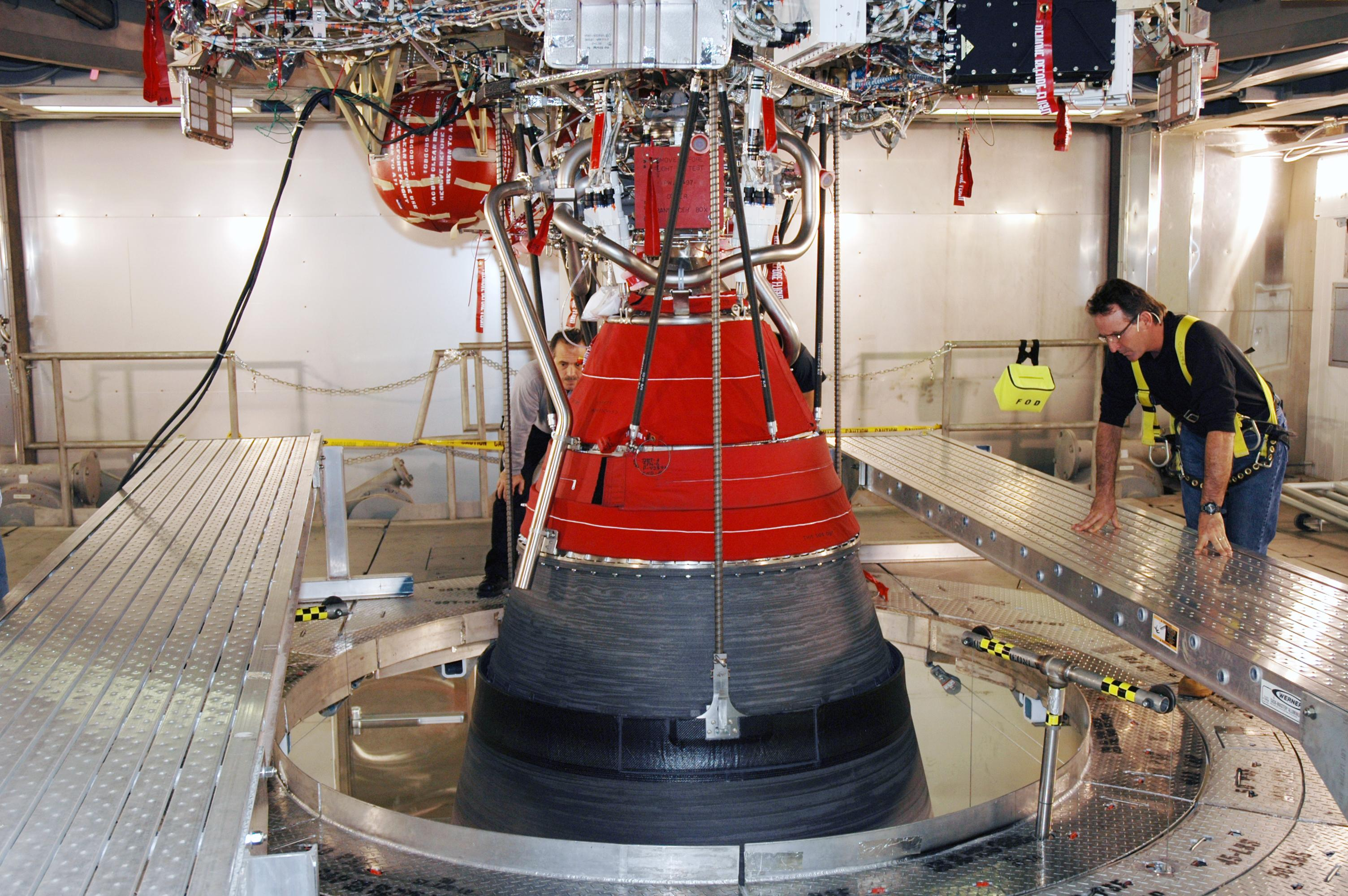
Un moteur-fusée RL-10 de type B-2.

Dans un premier temps, le lanceur doit utiliser une version modifiée du second étage Centaur déjà mis en œuvre sur les lanceurs existants. La version utilisée par le lanceur Atlas V (Centaur III) a un diamètre de 3,8 mètres. La version utilisée par le lanceur Vulcan (Centaur V) a un diamètre porté à 5,4 mètres pour une longueur de 11,7 m et elle peut emporter 54 tonnes. L'étage est propulsé par deux RL-10C d'Aerojet Rocketdyne. Une nouvelle version de cet étage doit être développée pour la version lourde (Heavy) de Vulcan. Cette version comporte des réservoirs allongés (de 11,7 à 13,6 m) et utilise une version plus puissante du RL-10 (RL-10CX). Alors que la version actuelle de ce moteur-fusée est réalisée complètement manuellement (la paroi est réalisée en soudant des tubes les uns aux autres, ce qui nécessite de nombreuses heures de main-d'œuvre), le processus de fabrication sera automatisé,.

### Propulseurs d'appoint
Le lanceur Vulcan dispose selon les versions de 2 à 6 propulseurs d'appoint GEM-63 XL à propergol solide, plus puissants que ceux utilisés par le lanceur Atlas. Ceux-ci sont longs de 21,9 mètres pour un diamètre de 1,6 mètre. L'enveloppe est réalisée en graphite-époxy. Ils sont allumés au décollage et sont éjectés environ 90 secondes plus tard.

### Coiffe
Le lanceur dispose de deux modèles de coiffe pour protéger la charge utile d'un diamètre de 5,4 mètres qui se différencient par leur longueur (15,5 m et 21,3 m). La coiffe est composée de deux demi-coques constituées d'un sandwich composite comprenant une structure en nid d'abeilles d'aluminium avec des panneaux en graphite époxy.

### Codification des versions
Le type du lanceur est identifié par un code à 4 caractères (par exemple VC4L) : 
- Le premier caractère désigne le lanceur (V=Vulcan) ;
- Le deuxième caractère désigne le deuxième étage (C=Centaur) ;
- Le troisième caractère est le nombre de propulseurs d'appoint (1 à 6) ;
- Le dernier caractère corresponde au type de coiffe (L=Longue, S=Short (courte)).

## Comparaison avec les lanceurs existants ou en cours de développement
|                                     |               |         |         |           | Charge utile | Charge utile |                            |
| Lanceur                             | Premier vol   | Masse   | Hauteur | Poussée   | Orbite basse | Orbite GTO   | Autre caractéristique      |
| ----------------------------------- | ------------- | ------- | ------- | --------- | ------------ | ------------ | -------------------------- |
| Vulcan (Heavy)                      | 2024          | 566 t   | 57,2 m  | 10 500 kN | 27,2 t       | 14,4 t       |                            |
| New Glenn                           | 2025          |         | 82,3 m  | 17 500 kN | 45 t         | 13 t         | Premier étage réutilisable |
| Falcon Heavy (sans récupération)    | 2018          | 1 421 t | 70 m    | 22 819 kN | 64 t         | 27 t         | Premier étage réutilisable |
| Space Launch System (Bloc I)        | 2022          | 2 660 t | 98 m    | 39 840 kN | 95 t         |              |                            |
| Ariane 6 (64)                       | 2024          | 860 t   | 63 m    | 10 775 kN | 21,6 t       | 11,5 t       |                            |
| H3 (24L)                            | 2022          | 609 t   | 63 m    | 9 683 kN  |              | 6,5 t        |                            |
| OmegA (Heavy)                       | 2021 (annulé) |         | 60 m    |           |              | 10,1 t       | Projet abandonné           |
| Falcon 9 (bloc 5 sans récupération) | 2018          | 549 t   | 70 m    | 7 607 kN  | 22,8 t       | 8,3 t        | Premier étage réutilisable |
| Longue Marche 5                     | 2016          | 867 t   | 57 m    | 10 460 kN | 23 t         | 13 t         |                            |

## Évolutions envisagées

### L'étage ACES remplaçant futur de l'étage Centaur?
À une échéance non fixée, l'étage Centaur doit être remplacé par un nouvel étage baptisé ACES (en). Celui-ci utilisera les mêmes ergols cryogéniques que l'étage Centaur (oxygène et hydrogène liquide) et aura comme celui-ci recours à des réservoirs-ballons (réservoirs aux parois minces qui ne conservent leur intégrité qu'en étant maintenus en permanence sous pression). Trois moteurs-fusées sont envisagés pour sa propulsion : une version évoluée du RL-10 d'Aerojet Rocketdyne qui propulse l'étage Centaur, le BE-3U proposé par Blue Origin ou un moteur XR-5K18 de XCOR Aerospace. L'atout d'ACES est son système de récupération de l'hydrogène et de l'oxygène gazeux qui est généré en vol par le réchauffement progressif des réservoirs et qui normalement est largué. Ces gaz seront récupérés et utilisés à la fois pour pressuriser les réservoirs (pressurisation autogène), produire de l'électricité et alimenter le système de contrôle d'attitude. Ce système baptisé Integrated Vehicle Fluids System doit permettre de prolonger à plusieurs semaines la durée de fonctionnement de l'étage supérieur contre actuellement quelques heures. Un tel système permet, par exemple, de placer en orbite un étage destiné à être utilisé par un vaisseau spatial lancé dans un deuxième temps dans le cadre d'une mission interplanétaire.
Cependant, en 2020, ULA annonce que le développement de cet étage est suspendu indéfiniment.

### Récupération des moteurs du premier étage
Pour abaisser les coûts, ULA envisage de récupérer les moteurs-fusées du premier étage et, après les avoir remis en état, de les réutiliser. La technique utilisée est baptisée SMART, (Sensible, Modular, Autonomous Return Technology) : après séparation du premier étage, le compartiment moteur se détache et rentre dans l'atmosphère protégé par un bouclier thermique gonflable. Des parachutes sont déployés pour ralentir cet ensemble qui est récupéré en vol par un hélicoptère. Le coût du lanceur résultant serait de 100 millions US$, soit 65% inférieur au coût des lanceurs actuels d'ULA ayant une capacité identique.

## Installations de lancement
Le lanceur Vulcan peut être lancé depuis le complexe de lancement 41 de Cap Canaveral (Floride) ou depuis le complexe 3 de Vandenberg (Californie).

## Vol inaugural

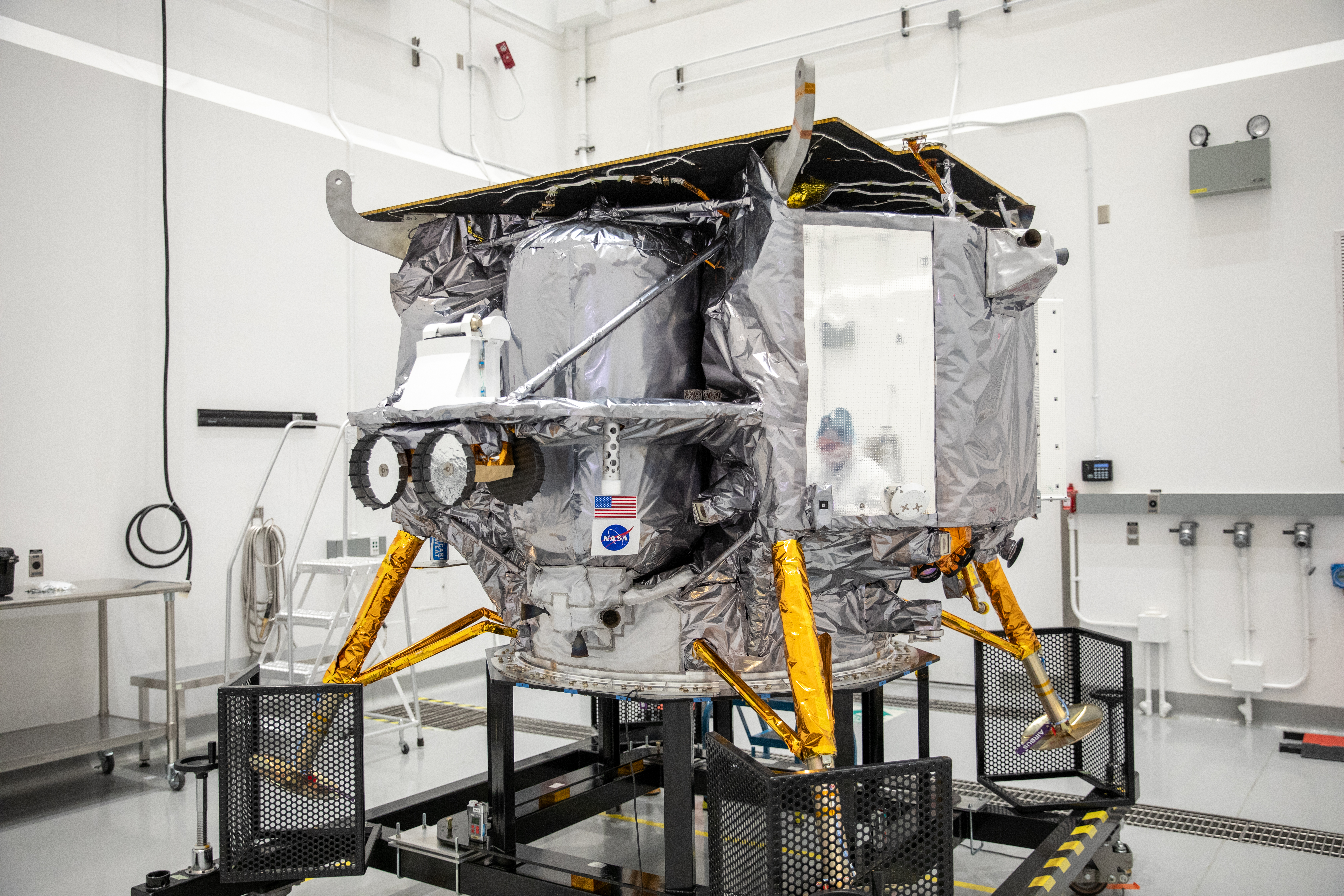
L'atterrisseur lunaire Peregrine peu avant son lancement.

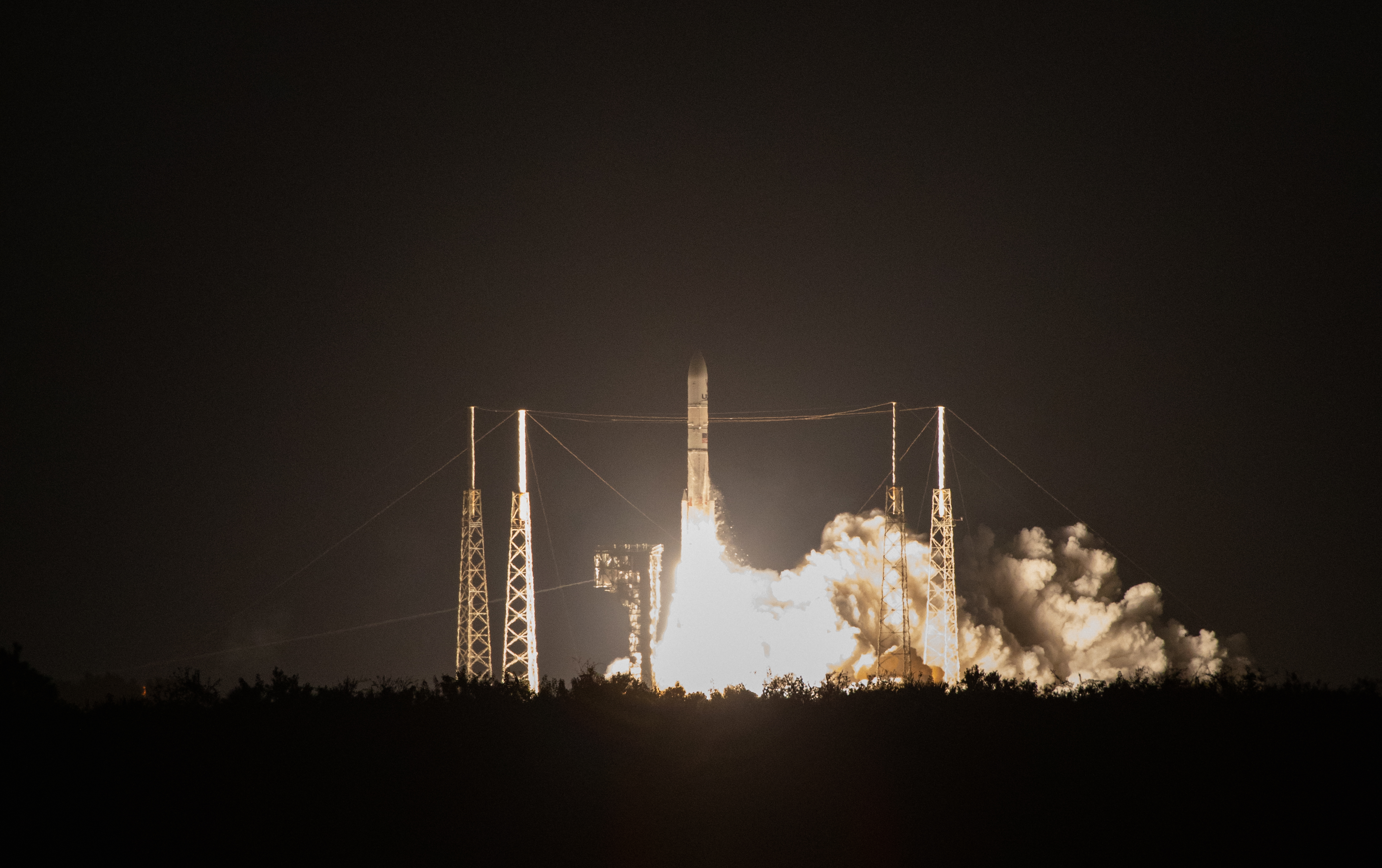
Décollage du lanceur Vulcan emportant la mission Peregrine Mission One.

Le premier vol du lanceur Vulcan, qui a lieu le 8 janvier 2024 à 07 h 18 (UTC), emporte la mission lunaire Peregrine Mission One. Celle-ci met en œuvre l'atterrisseur lunaire Peregrine de 1,3 tonnes développé par la société Astrobotic Technology pour le compte de la NASA dans le cadre de son programme Commercial Lunar Payload Services (CLPS). Cette mission est la première à la fois du programme et de l'atterrisseur. Celui-ci emporte plusieurs instruments scientifiques et doit se poser vers le 23 février à la surface de la Lune sur un site baptisé Sinus Viscositatis près des monts Gruithuisen près de la bordure nord-est de l'Océan des Tempêtes (Oceanus Procellarum). La configuration du lanceur retenu pour ce premier vol utilise deux propulseurs d'appoint et une coiffe courte (code VC2S). 
Le lanceur décolle du complexe de lancement 41. Une minute et 50 secondes après le décollage (T + 1 min 50 s), les propulseurs d'appoint sont largués. Les moteurs du premier étage s'éteignent 4 minutes et 59 secondes après que le lanceur a quitté le sol et le premier étage est largué quelques secondes plus tard. L'étage Centaur s'allume 5 minutes et 15 secondes après le décollage et fonctionne durant environ 10 minutes avant de s'insérer sur une orbite basse. Après une phase non propulsée d'un peu moins de 30 minutes, les moteurs de l'étage Centaur sont rallumés à T + 43 min 35 s pour injecter l'atterrisseur Peregrine sur une trajectoire de transfert vers la Lune. Après avoir fonctionné durant 3 minutes, l'étage Centaur est largué à T + 50 min 26 s. Il est ensuite rallumé une dernière fois à T + 1 h 18 min 23.9 s pour s'insérer sur une orbite héliocentrique avec sa charge utile Enterprise, constituée de cendres et d'ADN de personnes décédées fournie par la société d'obsèques spatiales Celestis.
La sonde spatiale lunaire Peregrine doit s'insérer en orbite lunaire après un transit de 46 jours. Il est prévu que l'atterrissage ait lieu le 23 février 2024. Mais peu après le début de la phase de transit, la sonde spatiale ne parvient pas à réorienter les panneaux solaires vers le Soleil. La situation est rétablie par le centre de contrôle, mais on découvre que le problème provient d'un dysfonctionnement du système de propulsion. La sonde spatiale semble perdre en continu une quantité significative d'ergols et il semble que l'atterrissage sur la Lune soit ainsi définitivement compromis.

### Un succès pour ULA ... et Blue Origin
Le vol du lanceur qui s'est déroulé de manière nominale constitue un succès important pour la société United Launch Alliance qui dispose enfin d'un lanceur compétitif quatre ans après la date initialement annoncée. Vulcan est le deuxième lanceur utilisant du méthane ayant réussi une mise en orbite après le lanceur chinois Zhuque 2. Ce vol inaugural est également un succès pour la société Blue Origin qui a fourni les moteurs BE-4 qui sont utilisés pour la première fois de manière opérationnelle et qui doivent propulser à sept exemplaires le premier étage de son lanceur New Glenn.

## Vols réalisés et planifiés
| Vol n°                   | Date | Version du lanceur | Base de lancement     | Charge utile                           | Masse   | Orbite                                         | Résultat | Récupération des moteurs |
| ------------------------ | --- | ------------------ | --------------------- | -------------------------------------- | ------- | ---------------------------------------------- | -------- | ------------------------ |
| 1                        | 8 janvier 2024 7h18 UTC | VC2S               | Cap Canaveral, SLC-41 | Peregrine / Enterprise (étage Centaur) | 1283 kg | ITL (Peregrine), héliocentrique (Enterprise)   | Succès   | Non tenté                |
| 1                        | Vol inaugural du lanceur Vulcan, emportant l'alunisseur Peregrine de l'entreprise Astrobotic Technology, dans le cadre du programme Commercial Lunar Payload Services (CLPS). Le lancement a validé le bon fonctionnement du lanceur Vulcan, particulièrement celui des moteurs BE-4 produits par Blue Origin, ainsi que les capacités de l'étage Centaur à être rallumé. Ce dernier est ensuite injecté sur une orbite héliocentrique. En revanche, l'alunissage de Peregrine semble compromis, en raison de diverses défaillances des systèmes de propulsion de l'atterrisseur. |                    |                       |                                        |         |                                                |          |                          |
| 2                        | 4 octobre 2024 11h25 UTC | VC2S               | Cap Canaveral, SLC-41 | Simulateur de masse                    | 1500 kg |                                                | Succès   | Non tenté                |
| 2                        | Le deuxième vol aurait dû emporter le cargo spatial Dream Chaser pour effectuer sa première mission de ravitaillement de la Station spatiale internationale à cette occasion. Cinq autres missions de cette petite navette spatiale doivent être réalisées grâce au lanceur Vulcan. Cependant, la navette n'étant pas prête à temps pour ce vol, elle est remplacée par un simulateur de masse. Lors du décollage, un des deux propulseurs d'appoint connaît une anomalie : des étincelles apparaissent au niveau du col de sa tuyère qui finit par se détacher à T+35s. Le lanceur parvient à compenser le manque de poussée du booster endommagé, ajustant sa trajectoire et fonctionnant environ 20 secondes de plus que prévu. |                    |                       |                                        |         |                                                |          |                          |
| Vols planifiés et prévus | |                    |                       |                                        |         |                                                |          |                          |
| 3                        | 12 août 2025 23h59 UTC | VC4S               | Cap Canaveral, SLC-41 | NTS 3 & autres (USSF 106)              | 1250 kg | Orbite géostationnaire                         |          | Non tenté                |
| 3                        | Satellite technologique militaire, vol inaugural de la version VC4 |                    |                       |                                        |         |                                                |          |                          |
| 4                        | T3 2025 | VC4S               | Cap Canaveral, SLC-41 | USSF-87                                | ?       | Orbite géostationnaire                         |          | Non tenté                |
| 4                        | Satellite militaire |                    |                       |                                        |         |                                                |          |                          |
| 5                        | T3 2025 | VC4L               | Cap Canaveral, SLC-41 | Dream Chaser Cargo F1                  | 9000 kg | Orbite basse (Station spatiale internationale) |          | Non tenté                |
| 5                        | Vol inaugural de Dream Chaser |                    |                       |                                        |         |                                                |          |                          |
| X                        | 2025 | VC2S               | Cap Canaveral, SLC-41 | GPS III-7                              | ?       | Orbite moyenne                                 |          | Non tenté                |
| X                        | Satellite de navigation |                    |                       |                                        |         |                                                |          |                          |